# Gisbertus Voetius
Gisbertus Voetius, oorspronkelijk Gijsbert Voet (Heusden, 3 maart 1589 – Utrecht, 1 november 1676), was een Nederlands theoloog, hoogleraar, wetenschapper in Semitische talen en predikant van gereformeerden huize. Hij werd vooral bekend als hoogleraar theologie van de Universiteit Utrecht, waar hij van 1641 tot 1645 rector magnificus was. Voetius heeft grote invloed uitgeoefend door zijn vele leerlingen: een van zijn bekendste studenten was Jodocus van Lodenstein, terwijl ook Anna Maria van Schurman zijn colleges bijwoonde en met hem correspondeerde.
Voetius had een afkeer van veel vernieuwingen in de filosofie en de natuurwetenschappen, omdat deze volgens hem zouden leiden tot atheïsme. Hij verwierp de leer van Copernicus dat de aarde om de zon draait (het heliocentrisme) en bestreed René Descartes omdat deze de aristotelische natuurfilosofie verwierp. Hij bestreed Baruch Spinoza en zijn volgelingen om hun afwijkende godsbegrip (het monisme) en hun Bijbelkritiek.

## Levensloop
De grootvader van Gisbertus, Nicolaas Dirksz. Voet, was burgemeester van Oud-Heusden. Deze kwam al vroeg voor zijn protestantse overtuiging uit en stierf onder verdachte omstandigheden in de gevangenis van 's-Hertogenbosch. De vader van Gisbertus, Paulus Voet, meldde zich aan bij het leger van prins Maurits en werd gestationeerd in dit strategisch gelegen stadje, op de grens van de provincies Holland en Gelderland met Staats-Brabant. Hij stierf tijdens het Beleg van Bredevoort (1597). 
Na de dood van zijn vader kreeg zijn veelbelovende zoon Gisbertus een studiebeurs van het stadsbestuur. Hij studeerde te Leiden, waar hij de invloed onderging van de prominente contraremonstrant Gomarus, maar behaalde zijn doctorsgraad in Groningen waar Gomarus doceerde. Gisbertus werd in 1611 als predikant benoemd in Vlijmen en Engelen, en in 1617 in zijn geboortestad Heusden, waar zijn broer rector van de Latijnse school was.
In Heusden raakte Gisbertus Voetius betrokken bij de twisten tussen de remonstranten en de contraremonstranten. Als een van de jongste leden nam hij deel aan de Dordtse Synode en betoonde zich een krachtig bestrijder van de remonstranten. Voetius werkte als veldprediker tijdens het Beleg van 's-Hertogenbosch in 1629 en hielp na de inneming bij de inrichting van de Gereformeerde kerk aldaar. In 1634 volgde zijn benoeming tot hoogleraar in de oosterse talen en theologie aan de Illustere School te Utrecht en hield Voetius er zijn inaugurele rede De Pietate cum Scientia Conjugenda (over de verbinding van vroomheid met wetenschap). Toen deze school in 1636 verheven werd tot universiteit, hield Voetius in de Utrechtse Domkerk een preek over Lucas 2 getiteld Sermoen van de nutticheydt der academien ende scholen. In 1636 maakte hij een reis naar Engeland. Op 12 maart 1637 werd Voetius daarnaast als stadspredikant bevestigd.
Aan de theologische faculteit waar Voetius onder meer dogmatiek onderwees, doceerden ook Meinardus Schotanus en Carolus de Maets. Door één geest geleid vormden zij een theologisch driemanschap dat Utrecht weldra tot een bolwerk van de gereformeerde orthodoxie maakte. Voetius werd de spreekbuis van de zogeheten Nadere Reformatie, een kerkelijke vroomheidsbeweging die verwant was met de Engelse puriteinen.
In zijn theologisch onderwijs maakte Voetius gebruik van de scholastieke methode. Hij probeerde een verbinding te bewerkstelligen tussen de theologie zoals die op de universiteit werd onderwezen en de praktijk van het geloof. Aan gevorderde studenten gaf hij colleges over de Institutie van Johannes Calvijn. In 1639 organiseerde Voetius een aantal lezingen over het atheïsme, waarbij René Descartes als afschrikwekkend voorbeeld werd opgevoerd. Bij de begrafenis van Hendricus Reneri stelde de hoogleraar Antonius Aemilius Descartes centraal en het hek was van de dam. Stadhouder Frederik Hendrik nam Descartes in bescherming en zorgde ervoor dat de zaken niet op de spits werden gedreven. Zoals alle hoogleraren destijds, verkreeg Voetius extra inkomsten door studenten in huis te nemen, waaronder Joan Huydecoper van Maarsseveen, een Amsterdamse burgemeesterszoon.
Voetius polemiseerde met de Leidse professor in de oosterse talen Coccejus over het vierde gebod inzake de zondagsheiliging. De theologische strijd tussen de universiteiten van Utrecht en Leiden was bitter en langdurig. In de Leidse collegezalen werd het zelfs verboden de naam Descartes te noemen, omdat de studenten elkaar bij voortduring in de haren vlogen. Voetius bestreed de in Leuven docerende Cornelius Jansenius en het kerkelijk separatisme van de naar de Republiek uitgeweken Franse theoloog Jean de Labadie, hoewel hij met diens strenge levensopvatting sympathiseerde.
In het Rampjaar 1672 werd in de Domkerk de eerste mis sinds ongeveer een eeuw opgedragen door kardinaal De Bouillon, die met de Franse troepen was meegekomen. De kerk werd door de Fransen toegewezen aan de katholieken, maar de gereformeerden behielden tijdens de Franse bezetting hun godsdienstvrijheid. Toen de Fransen in november 1673 waren vertrokken, heeft stadhouder Willem III, die sterk beïnvloed was door de leer van Voetius, 120 leden van zowel de Staten van Utrecht als de vroedschap afgezet.
Tijdens zijn hoogleraarschap preekte Voetius als predikant in Utrecht. In november 1672 viel hij bewusteloos neer op de preekstoel van de Domkerk. Sinds die tijd preekte hij niet meer al gaf hij nog wel colleges. In 1676 stierf Voetius, hij is begraven in de Catharijnekerk. Ironisch genoeg zou uitgerekend die kerk in 1853 tot de aartsbisschoppelijke kathedraal van de Nederlandse katholieke kerkprovincie worden verkozen.

Kop en schotel met portretten van Gisbertus Voetius en Johannes Coccejus, tussen 1740 en 1759
Postuum portret door Christiaan van (II) Geelen, tussen 1815 en 1826
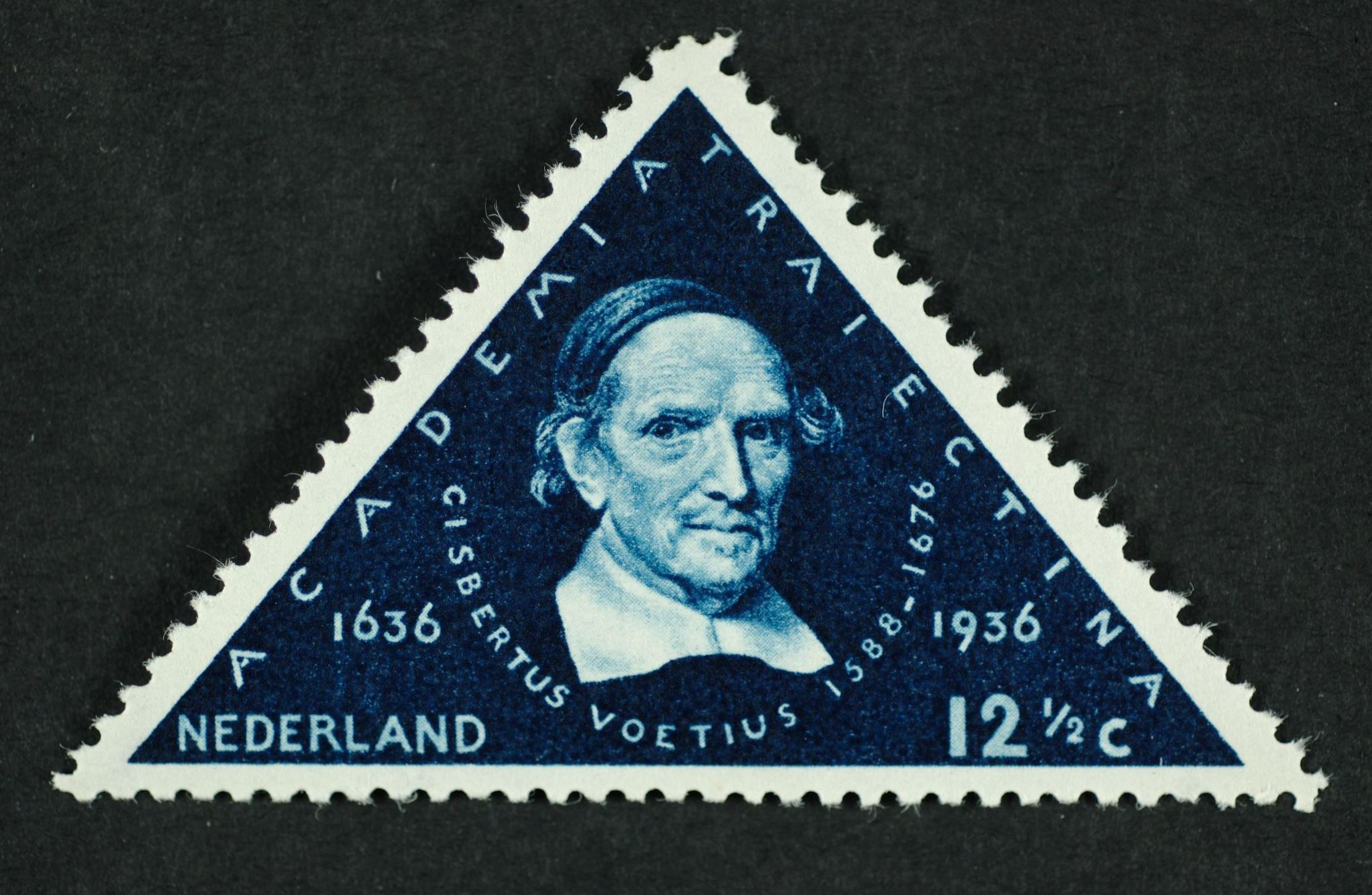
Postzegel 1936

## Theologie
Als een van de jongste deelnemers, had Voetius deelgenomen aan de Dordtse Synode van 1618-1619. Gedurende de rest van zijn leven was hij een krachtig bestrijder van de remonstranten, Rooms-Katholieken en coccejanen. Kenmerkend voor Voetius is zijn streven naar een eenheid van vroomheid en wetenschap. Reeds in zijn inaugurele rede als hoogleraar tekent hij deze eenheid als zijn ideaal.
Al in de vroegchristelijke periode werd de metafoor van het boek van de natuur gehanteerd. Dit was een opvatting die de natuur ziet als een boek dat - naast de Bijbel - gelezen kan worden als een bron van godskennis. Vanaf Augustinus lag de nadruk op het belang dat op deze wijze ook ongeletterden tot die godskennis konden komen. Ook Voetius hanteerde deze metafoor. In een commentaar op Psalm 19 schreef Voetius dat David  ons leidt van het Boek der Natuur en de werken Gods naar kennis van onze Schepper en op deze wijze oproept tot vroomheid .
Volgens J.W. van Pelt is pietas een kernwoord bij Voetius, dat de sleutel vormt tot het hart van zijn theologie. Voetius beoogde de doorwerking van de Reformatie, niet alleen in het enkele mensenhart, maar ook in de breedte van het volksleven. Opmerkelijk is Voetius' leer aangaande de Bijbel, hij gaat zover dat hij de Hebreeuwse consonanten, vocalen en interpunctie van de masoretische tekst toeschrijft aan het werk van de Heilige Geest.

## Invloed
Voetius oefende een vérstrekkende invloed uit op leer en leven van de Gereformeerde Kerk en werd ook wel de "Utrechtse paus" genoemd. Voetius en zijn volgelingen hebben zich verzet tegen volledige afschaffing van vervolgingen wegens hekserij; de invloed van de duivel was voor hen een realiteit. De Voetianen verkondigden dat de filosofie ondergeschikt moest blijven aan de theologie en de natuurwetenschappen in overeenstemming moesten blijven met de Heilige Schrift. Zij speelden een belangrijke rol bij de afzetting van predikant Balthasar Bekker, nadat deze in 1691 zijn geruchtmakende boek De betoverde weereld had gepubliceerd. Hierin ontkende Bekker dat hekserij mogelijk was en bestreed hij de vervolgingen op basis van bijgeloof.
Voetius was in 1655 ook de aanstichter van censuur jegens het boek van Isaac La Peyrère over de preadamieten. Hij bracht het boek Præadamitæ aan bij de burgemeester van Utrecht. Het boek bevatte volgens hem heterodoxe stellingen aangezien het uitging van een mogelijke polygenese van de mens, de gedachte dat niet alle volkeren van Adam en Eva zouden afstammen. Het boek werd eerst in Utrecht verboden en later op verzoek van de Staten van Utrecht ook landelijk door de Staten-Generaal.
In 1899 werd in Utrecht de Gereformeerde Theologen Studentenvereniging Voetius opgericht, vernoemd naar deze hoogleraar. Ook bevindt zich daar de Voetiusstraat naast de Domkerk.

## Werken

### Primaire literatuur (werken van Voetius zelf)
- Theologia practica
- Vraegen over den Catechismus (Utrecht, C. Poudroyen 1640, 1650)
- Selectae disputationes theologicae (vijf delen, Utrecht 1648-1669), een moraalleer der gereformeerde kerk
- Politica ecclesiastica (1663-1667), over het kerkelijk gemeenschapsleven
- Te askètika sive exercitia pietatis (1664), een handboek voor het godsdienstig-zedelijk leven. Heruitgegeven in 1996.[11]

### Secundaire literatuur (werken over Voetius)
- A. C. Duker, Gysbertus Voetius, I—III (1893-1914).
- Reinhard Breymayer: Auktionskataloge deutscher Pietistenbibliotheken [...]. In: Bücherkataloge als buchgeschichtliche Quellen in der frühen Neuzeit. Hrsg. von Reinhard Wittmann. Wiesbaden (1985) (Wolfenbütteler Schriften zur Geschichte des Buchwesens, Bd. 10), S. 113-208; hier S. 150-154 zur Privatbibliothek des orthodoxen Theologen G. Voetius.
- Andreas J. Beck: Zur Rezeption Melanchthons bei Gisbertus Voetius (1589-1676), namentlich in seiner Gotteslehre. In: Günter Frank, Herman Selderhuis (Hrsg.): Melanchthon und der Calvinismus. Melanchthon-Schriften der Stadt Bretten, 9. Frommann-Holzboog, Stuttgart-Bad Cannstatt 2005, S. 319-344.
- Andreas J. Beck: Gisbertus Voetius (1589-1676). Sein Theologieverständnis und seine Gotteslehre. Vandenhoeck & Ruprecht, Göttingen 2007 (FKDG, 92).
- Andreas J. Beck: "Gisbertus Voetius (1589-1676): Basic Features of His Doctrine of God." In: Willem J. van Asselt und Eef Dekker (ed.). Reformation and Scholasticism: An Ecumenical enterprise. Grand Rapids, Mich.: Baker Academic, 2001, 205-226.
- Aza Goudriaan: Die Bedeutung der Trinitätslehre nach Gisbert Voetius. In: Harm Klueting, Jan Rohls (Hrsg.): Reformierte Retrospektiven: Vorträge der zweiten Emder Tagung zur Geschichte des Reformierten Protestantismus. Emder Beiträge zum reformierten Protestantismus, 4. Foedus Verlag, Wuppertal 2001, S. 137-145.
- Aza Goudriaan: Reformed Orthodoxy and Philosophy, 1625-1750. Gisbertus Voetius, Petrus van Mastricht, and Anthonius Driessen. Brill’s Series in Church History, 26. Leiden [etc.]: Brill, 2006.
- Christian Möller: Einführung in die Praktische Theologie, Tübingen 2004 (UTB 2529).
- Andreas Mühling: Zwischen Puritanismus, Orthodoxie und frühem Pietismus - Gisbert Voetius und die 'Nadere Reformatie'. In: Monatshefte für Evangelische Kirchengeschichte des Rheinlandes 52 (2003), S. 243-254.
- Andreas Mühling: Art. Voetius, Gisbert. In: Theologische Realenzyklopädie 35 (2003), S. 181-184.
- W. J. van Asselt, E. Dekker (Hrsg.): De scholastieke Voetius: Een luisteroefening aan de hand van Voetius' Disputationes Selectae. Boekencentrum, Zoetermeer 1995.
- Han van Ruler: The Crisis of Causality. Voetius and Descartes on God, Nature and Change. Brill, Leiden/New York/Köln 1995.
- B. Hoon Woo: "The Understanding of Gisbertus Voetius and René Descartes on the Relationship of Faith and Reason, and Theology and Philosophy," Westminster Theological Journal 75, no. 1 (2013): 45-63.